# 크림빵
크림빵(cream+pão)은 생크림이나 슈크림 등이 들어간 롤빵 또는 번이다. 영어권에서는 "크림 롤(cream roll)"이나 "크림 번(cream bun)"으로 불린다.

## 레시피
| 1. 밀가루에 설탕과 소금,버터, 달걀, 우유, 물, 이스트를 넣고 잘 섞은 후 손으로 치대면서 반죽한다. 반죽의 묘면이 매끄럽고 탄력이 생기면 30~40분 정도 1차 발효를 시킨다. 2. 달걀과 설탕을 거품기를 이용해서 잘 섞다가 밀가루와 옥수수 전분을 넣고 섞는다. 우유를 따뜻하게 데워 조금씩 나누어 넣으면서 섞다가 버터와 바닐라 엣센스나 바닐라빈을 넣고 섞은 다음 끓여서 커스터드를 만든다. 크림 표면에 막이 생기지 않도록 비닐을 덮어 식힌다. 크림을 만들 때 달걀은 흰 지위와 노른 자위를 다 써도 되지만 노른 자위로만 만들면 더 부드럽고 맛있다. 3. 1차 발효시킨 빵 반죽은 가볍게 주물러 가스를 빼고 적당한 크기로 나누어 10분 정도 다시 발효시킨다. 4. 반죽을 밀대로 밀고 가운데에 크림을 얹어 반죽을 반으로 접고 떨어지지 않도록 꼭꼭 눌러준 후 접힌 부분을 3~4군데 커터로 잘라준다. 5. 모양을 갖춘 반죽을 기름 두른 오븐용 쟁반에 담고 따뜻한 곳에서 30~40분 정도 발효를 시키고 반죽이 부풀어 오르면 표면에 달걀 물을 바르고 예열된 오븐에서 섭씨 180도로 갈색이 되도록 15분 정도 굽는다. |

## 갤러리

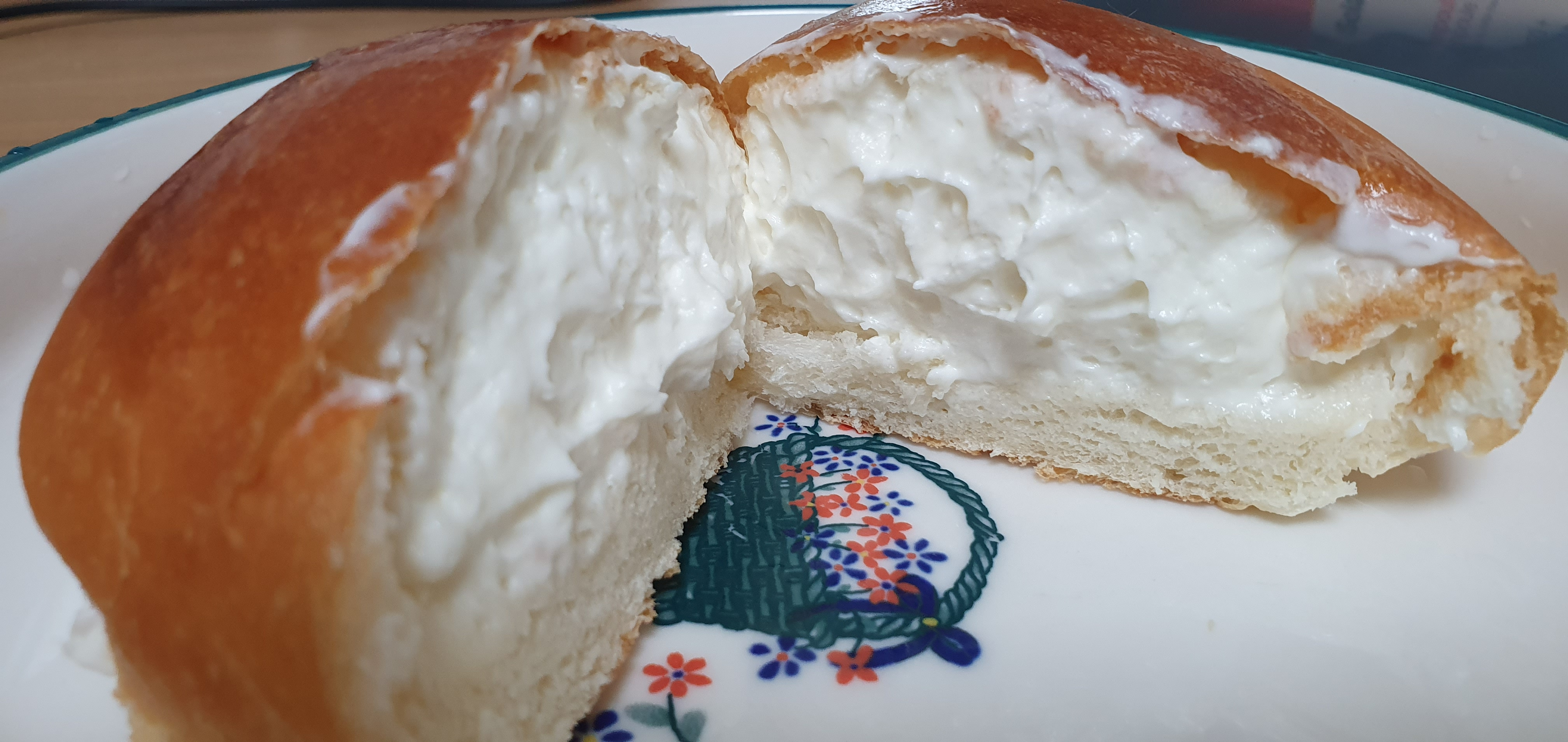
생크림빵
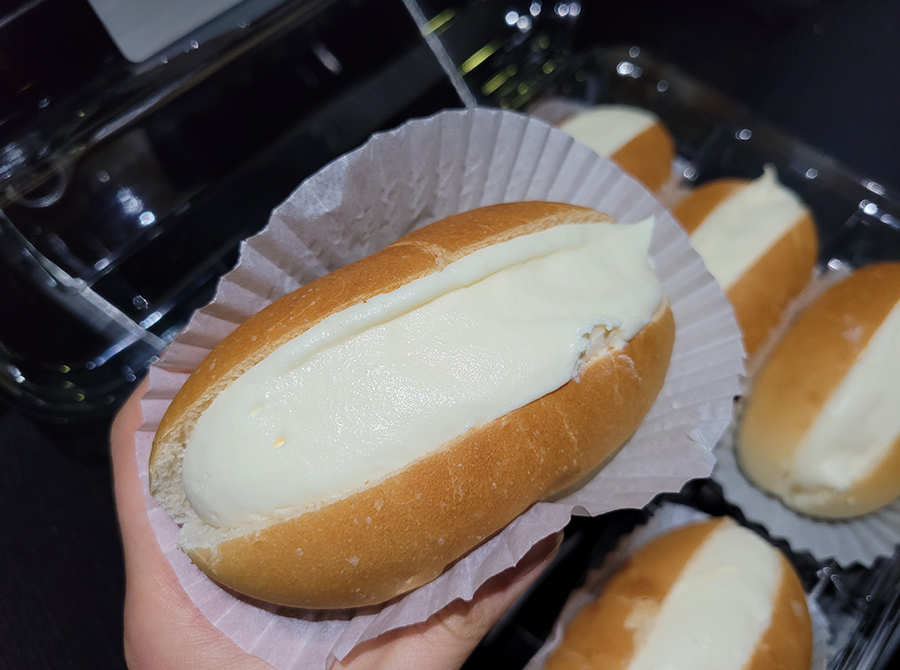
슈크림빵
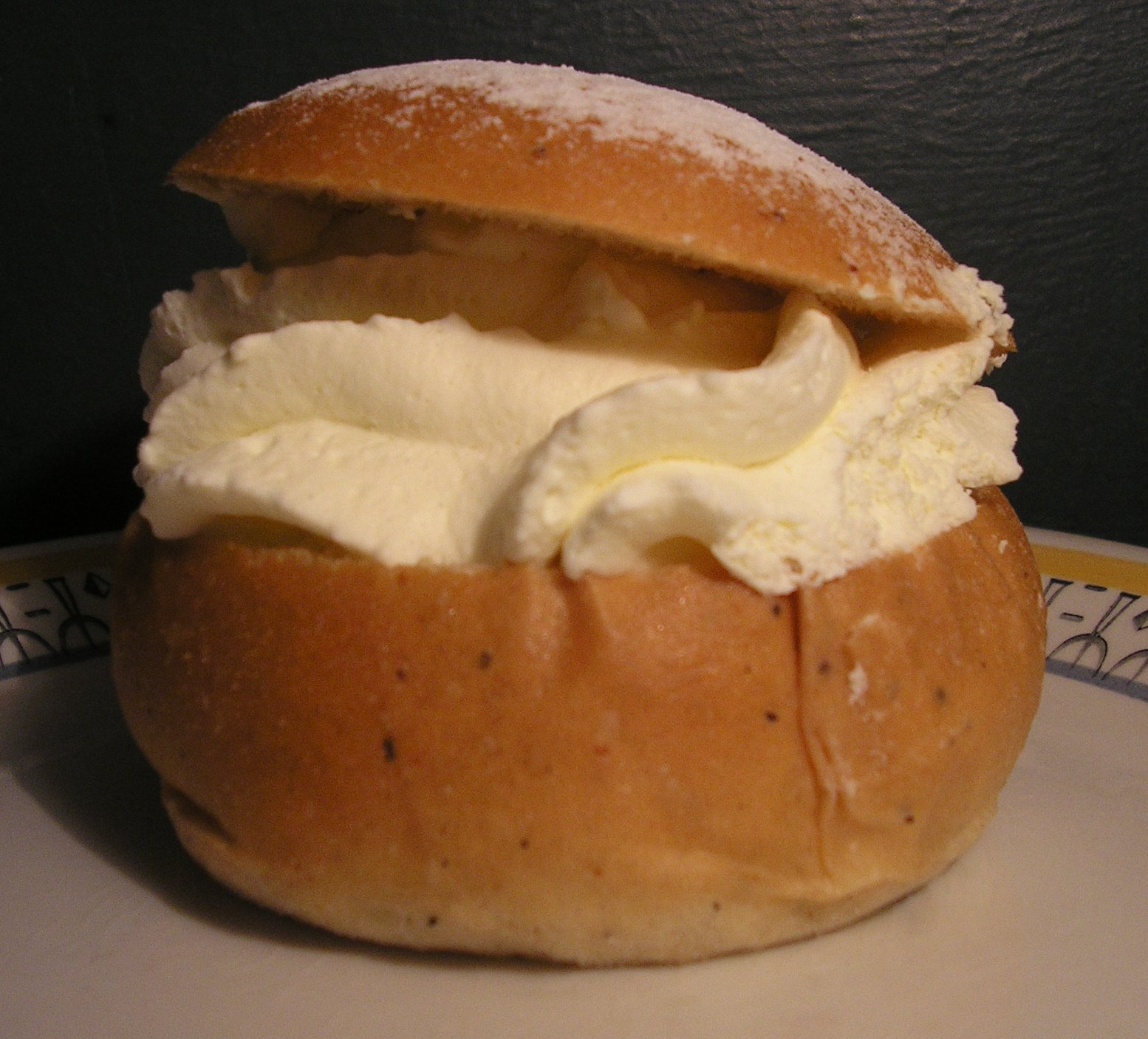
스칸디나비아의 셈라
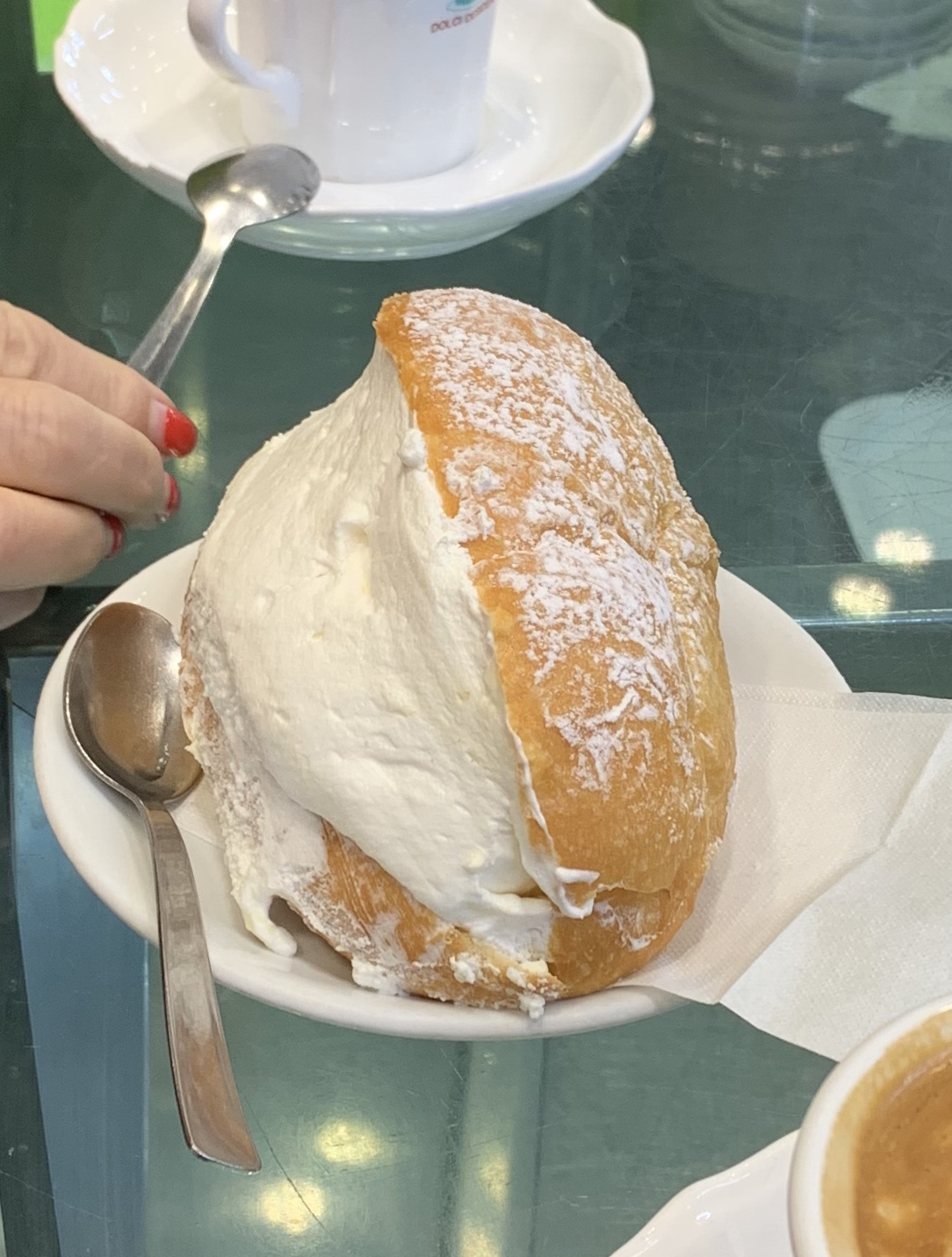
이탈리아의 마리토초
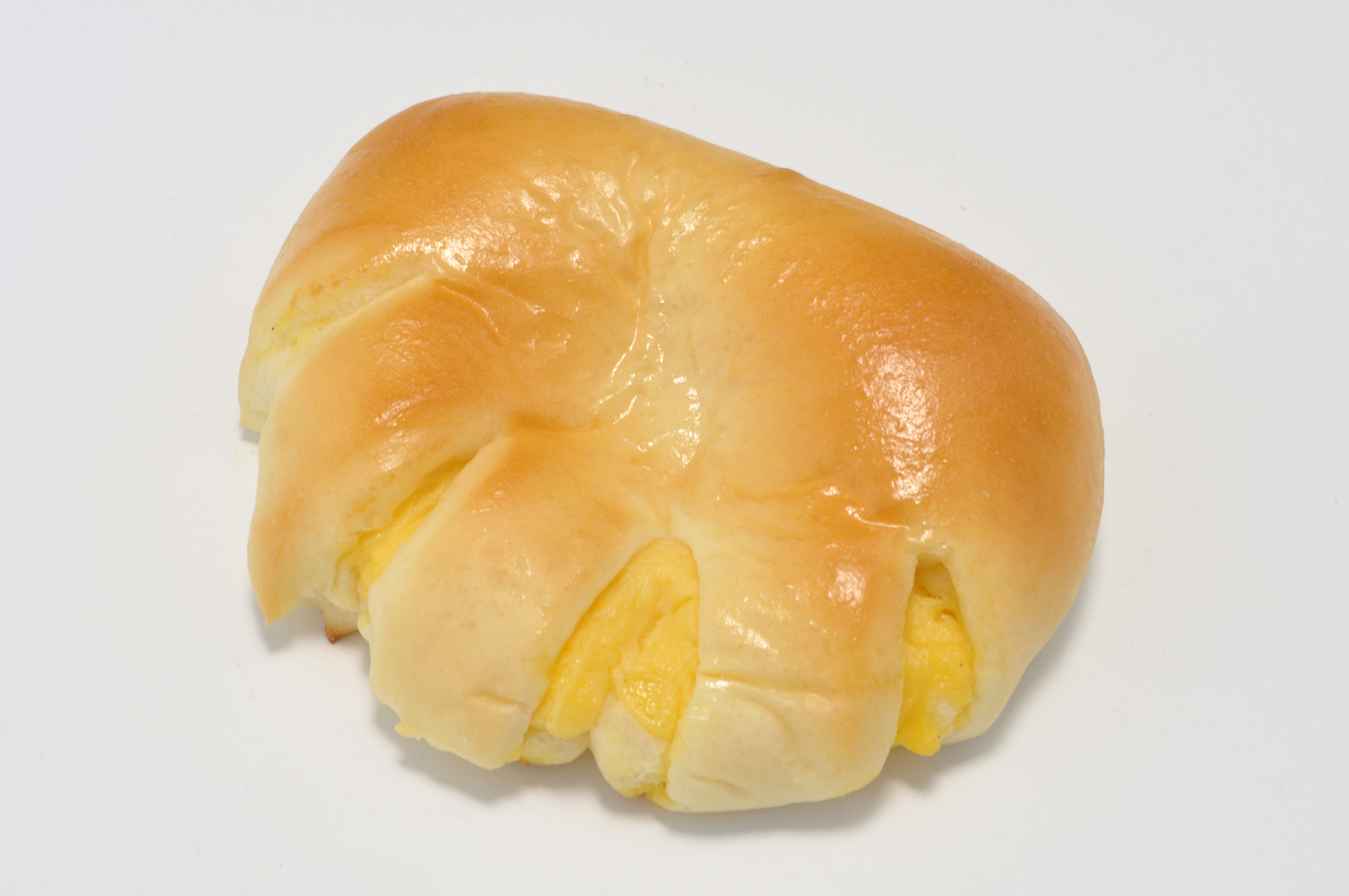
일본의 크림빵
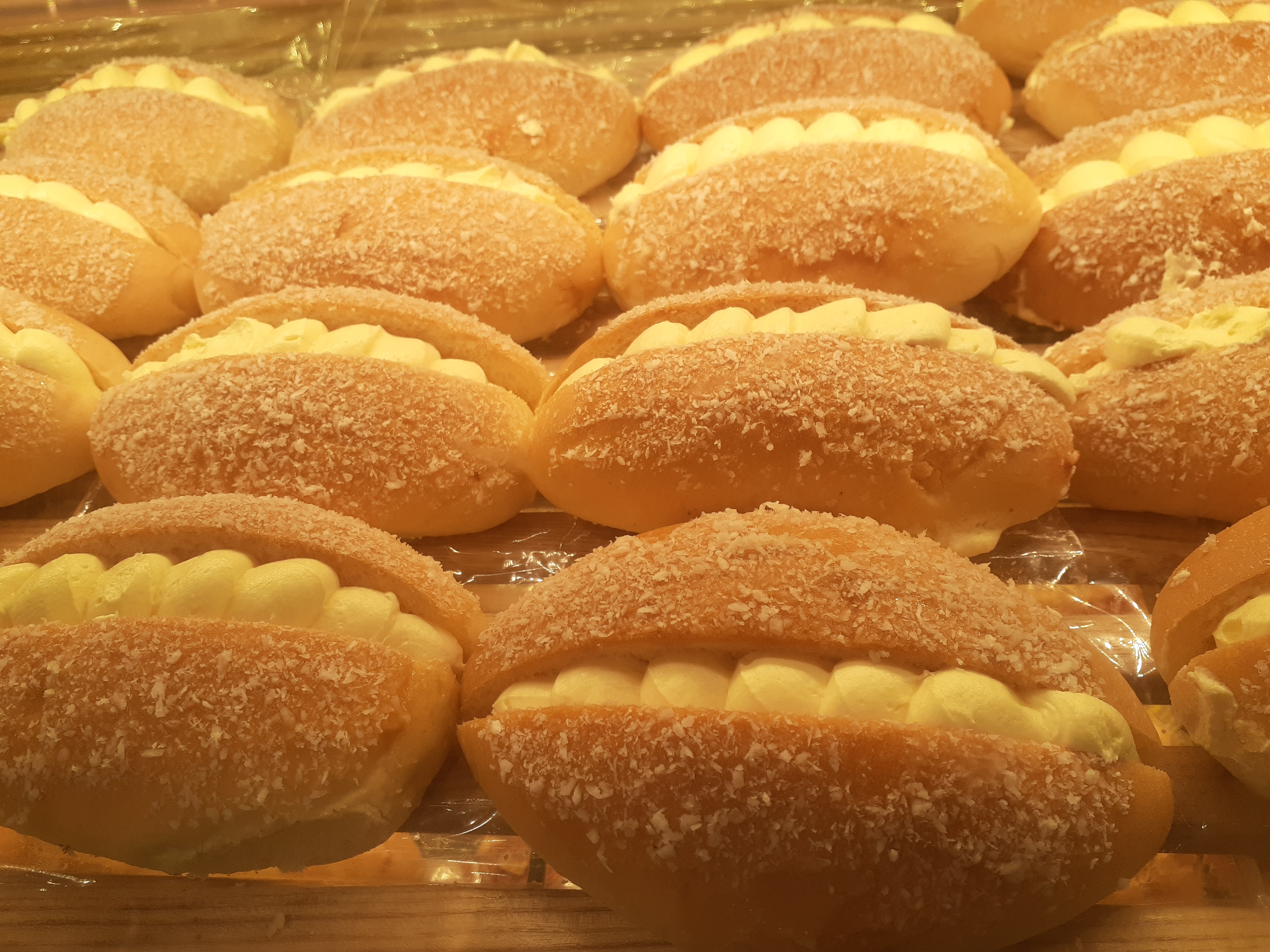
홍콩의 크림번

## 대한민국에서의 크림빵
6.25 전쟁 전후와 근대화 시기의 대표 빵이 옥수수빵과 슬라이스 식빵이지만,  60년대와 70년대, 그리고 80년대까지를 대표하는 빵은 크림빵이라고 여겨진다. 60년대부터 많은 제빵 양산업체가 설립되면서 본격적으로 빵이 양산되기 시작했으며, 대표적으로 1964년 삼립식품에서내놓은 크림빵이 있다.
1964년에 출시된 삼립 크림빵은 큰 인기를 얻어 소매 제과점 위주였던 빵 시장에 획기적인 열풍을 일으켰다. 7-80 년대에 학창시절을 보냈던 세대는 학교 매점에서 사먹던 크림빵의 추억을 가지고 있다.

## 같이 보기
- 소를 넣은 음식 목록

### 참조주
1. ↑  김춘동 (2016년 12월). “한국 빵 문화 변천의 사회문화적 과정”. 《한국 빵 문화 변천의 사회문화적 과정》.

## 참고문헌
- 김춘동 (2016년 12월). "한국 빵 문화 변천의 사회문화적 과정". 《한국 빵 문화 변천의 사회문화적 과정》